# بیسمانس
بیسمانس (به اسپانیایی: Vizmanos) یک دهستان در اسپانیا است که در سریا واقع شده‌است.

## خصوصیات
بیسمانس ۲۴ کیلومترمربع مساحت و ۳۷ نفر جمعیت دارد.